# Edward Thorp
Edward Oakley Thorp (Chicago, 14 augustus 1932) is een Amerikaanse wiskundige.

## Levensloop
Thorp studeerde tot aan 1958 aan de Universiteit van Californië en sloot zijn studie af met het proefschrift "Compact Linear Operators in Normed Space". In 1962 publiceerde hij Beat the Dealer, waarin hij het kaarten tellen als een succesvolle strategie voor blackjack beschrijft (kaarten tellen). Voor de eerste keer werd hier een wiskundig concept ontwikkeld dat spelers daadwerkelijk een voordeel bood ten opzichte van casino.
In 1966 verscheen de tweede uitgave van Beat the Dealer, hetgeen de populariteit van de originele versie nog eens vergrootte. De verklaring hiervoor was een bruikbaardere en gemakkelijk toepasbare techniek.
In 1958 ontving Thorp zijn PhD aan de Universiteit van Californië - Los Angeles, waarna hij van 1965 tot 1977 werkzaam was als hoogleraar wiskunde. Van 1977 tot 1982 was hij hoogleraar wiskunde en financiën aan de Universiteit van Californië - Irvine. Later probeerde hij zijn kennis op de beurs toe te passen.
Thorp was later voorzitter van Edward O. Thorp & Associates, een succesvol hedgefonds in Newport Beach.